# واسه داشتن یه زمان خوش، تماس بگیرید…
واسه داشتن یه زمان خوش، تماس بگیرید… (انگلیسی: For a Good Time, Call...) فیلمی در ژانر کمدی به کارگردانی جیمی تراویز است که در سال ۲۰۱۲ منتشر شد.

## بازیگران
- جاستین لانگ
- میمی راجرز
- نیا واردالوس
- کوین اسمیت
- ست روگن
- آری گرینر
- لورن میلر
- استفانی برد
- مارک وبر
- کن مارینو
- مارتا مک‌آیزاک